# Saison 2018 de l'équipe cycliste Nippo-Vini Fantini-Europa Ovini
La saison 2018 de l'équipe cycliste Nippo-Vini Fantini est la onzième de cette équipe.

## Préparation de la saison 2018

### Arrivées et départs
| Arrivées         | Équipe 2017                     |
| ---------------- | ------------------------------- |
| Joan Bou         | Polartec-Fundación A. Contador  |
| Imerio Cima      | Viris Maserati-Sisal Matchpoint |
| Damiano Cima     | Viris Maserati-Sisal Matchpoint |
| Sho Hatsuyama    | Bridgestone Anchor              |
| Juan José Lobato | Lotto NL-Jumbo                  |
| Hiroki Nishimura | Shimano Racing                  |
| Simone Ponzi     | CCC Sprandi Polkowice           |
| Marco Tizza      | GM Europa Ovini                 |
| Hayato Yoshida   | Matrix Powertag                 |
| Filippo Zaccanti | Colpack                         |

| Départs              | Équipe 2018                  |
| -------------------- | ---------------------------- |
| Julián Arredondo     |                              |
| Giacomo Berlato      | MSTina-Focus                 |
| Alessandro Bisolti   | Androni Giocattoli-Sidermec  |
| Pierpaolo De Negri   | MSTina-Focus                 |
| Iuri Filosi          | Delko-Marseille Provence-KTM |
| Yūma Koishi          | Ukyo                         |
| Kazushige Kuboki     | Bridgestone                  |
| Nicolas Marini       | MSTina-Focus                 |
| Riccardo Stacchiotti | MSTina-Focus                 |

## Coureurs et encadrement technique

### Effectif

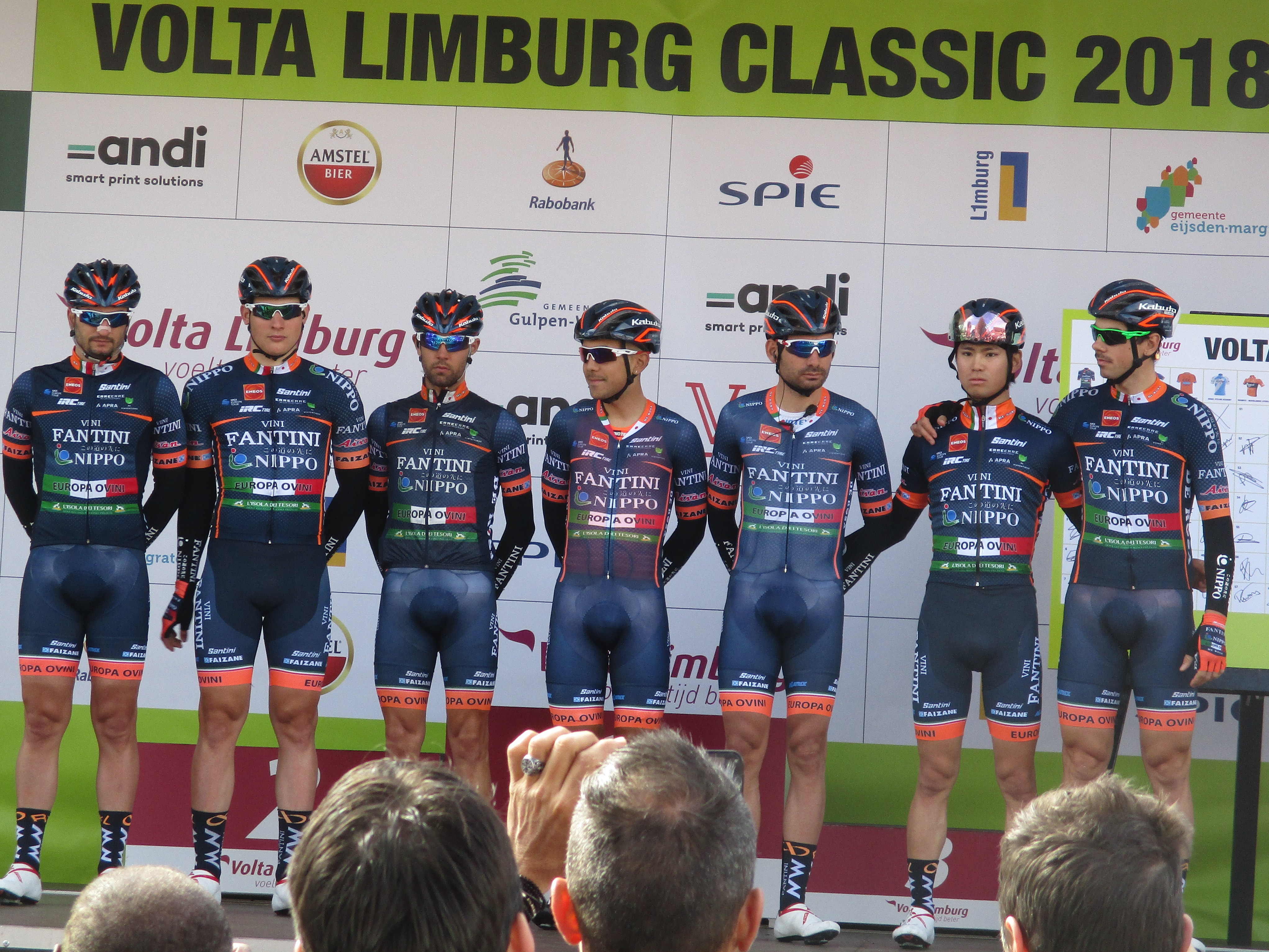
Coureurs de l'équipe lors de la Volta Limburg Classic.

| Effectif 2018                              | Effectif 2018     | Effectif 2018 | Effectif 2018                              |
| Cycliste                                   | Date de naissance | Pays          | Équipe précédente                          |
| ------------------------------------------ | ----------------- | ------------- | ------------------------------------------ |
| Nicola Bagioli                             | 19 février 1995   | Italie        | Zalf Euromobil Désirée Fior (2016)         |
| Joan Bou                                   | 16 janvier 1997   | Espagne       | Polartec-Fundación Alberto Contador (2017) |
| Marco Canola                               | 26 décembre 1988  | Italie        | UnitedHealthcare (2016)                    |
| Imerio Cima                                | 29 octobre 1997   | Italie        | Viris Maserati-Sisal Matchpoint (2017)     |
| Damiano Cima                               | 13 septembre 1993 | Italie        | Viris Maserati-Sisal Matchpoint (2017)     |
| Damiano Cunego                             | 19 septembre 1981 | Italie        | Lampre-Merida (2014)                       |
| Eduard-Michael Grosu                       | 4 septembre 1992  | Roumanie      |                                            |
| Sho Hatsuyama                              | 17 août 1988      | Japon         | Bridgestone Anchor (2017)                  |
| Masakazu Ito                               | 12 juin 1988      | Japon         | Aisan Racing Team (2016)                   |
| Marino Kobayashi                           | 1 juillet 1994    | Japon         |                                            |
| Alan Marangoni                             | 16 juillet 1984   | Italie        | Cannondale-Drapac (2016)                   |
| Hideto Nakane                              | 2 mai 1990        | Japon         | Aisan Racing Team (2016)                   |
| Hiroki Nishimura                           | 20 octobre 1994   | Japon         | Shimano Racing Team (2017)                 |
| Simone Ponzi                               | 17 janvier 1987   | Italie        | CCC Sprandi Polkowice (2017)               |
| Ivan Santaromita                           | 30 avril 1984     | Italie        | Skydive Dubai-Al Ahli Club (2016)          |
| Marco Tizza                                | 6 février 1992    | Italie        | GM Europa Ovini (2017)                     |
| Kōhei Uchima                               | 8 novembre 1988   | Japon         | Bridgestone Anchor (2016)                  |
| Hayato Yoshida                             | 19 mai 1989       | Japon         | Matrix Powertag (2017)                     |
| Filippo Zaccanti                           | 12 septembre 1995 | Italie        | Colpack (2017)                             |
| Juan José Lobato (21 fév.–31 déc.)         | 30 décembre 1988  | Espagne       | LottoNL-Jumbo (2017)                       |
|                                            |                   |               |                                            |
| Sources : ProCyclingStats Cycling Quotient |                   |               |                                            |

## Bilan de la saison

### Victoires
| Date         | Course                                      | Pays     | Classe | Vainqueur            |
| ------------ | ------------------------------------------- | -------- | ------ | -------------------- |
| 18 avr.      | 2e étape du Tour de Croatie                 | Croatie  | 2.HC   | Eduard-Michael Grosu |
| 22 juin      | Championnat de Roumanie du contre-la-montre | Roumanie | CN     | Eduard-Michael Grosu |
| 24 juin      | Championnat de Roumanie sur route           | Roumanie | CN     | Eduard-Michael Grosu |
| 24 juillet   | 3e étape du Tour du lac Qinghai             | Chine    | 2.HC   | Eduard-Michael Grosu |
| 28 juillet   | 7e étape du Tour du lac Qinghai             | Chine    | 2.HC   | Eduard-Michael Grosu |
| 29 juillet   | 8e étape du Tour du lac Qinghai             | Chine    | 2.HC   | Eduard-Michael Grosu |
| 3 septembre  | 1re étape du Tour de Xingtai                | Chine    | 2.2    | Damiano Cima         |
| 5 septembre  | Classement général du Tour de Xingtai       | Chine    | 2.2    | Damiano Cima         |
| 13 septembre | 6e étape du Tour de Chine I                 | Chine    | 2.1    | Damiano Cima         |
| 20 septembre | Coppa Sabatini                              | Italie   | 1.1    | Juan José Lobato     |

### Résultats sur les courses majeures
Les tableaux suivants représentent les résultats de l'équipe dans les principales courses du calendrier international dans lesquelles l'équipe bénéficie d'une invitation (les cinq classiques majeures et les trois grands tours). Pour chaque épreuve est indiqué le meilleur coureur de l'équipe, son classement ainsi que les accessits glanés par Nippo-Vini Fantini sur les courses de trois semaines.

#### Classiques
| Classique            | Milan-San Remo | Tour des Flandres | Paris-Roubaix | Liège-Bastogne-Liège | Tour de Lombardie |
| -------------------- | -------------- | ----------------- | ------------- | -------------------- | ----------------- |
| Coureur (classement) |                |                   |               |                      |                   |

#### Grands tours
| Grand tour           | Tour d'Italie | Tour de France | Tour d'Espagne |
| -------------------- | ------------- | -------------- | -------------- |
| Coureur (classement) |               |                |                |
| Accessits            | -             | -              | -              |